# Le Deal (film, 2007)
Pour les articles homonymes, voir Le Deal.
Pour plus de détails, voir Fiche technique et Distribution.
Le Deal est un film français réalisé par Jean-Pierre Mocky, sorti en 2007.

## Synopsis
Hervé Radius, cadre d'une société pétrolière, précipite sa jeune maîtresse dans une rivière après s'être disputé avec elle. Un témoin, Victor, assiste à la scène et décide de faire chanter Hervé. Ils conviennent d'un deal : Victor peut rester vivre chez Hervé s'il ne le dénonce pas. Mais Victor meurt accidentellement, mettant fin plus tôt que prévu à l'accord mutuel. Hervé cache le corps de Victor dans son frigo, mais doit bientôt faire face à l'enquête de l'inspecteur Pignac qui n'est pas aussi idiot qu'il en a l'air. Pour se disculper, Hervé part à la recherche de personnes susceptibles de lui servir d'alibi.

## Fiche technique
- Titre : Le Deal
- Réalisation : Jean-Pierre Mocky
- Scénario : Jean-Pierre Mocky et André Ruellan
- Production : Jean-Pierre Mocky
- Musique : Vladimir Cosma
- Photographie : Jean-Paul Sergent
- Montage : Michel Cosma et Jean-Pierre Mocky
- Décors : Emmanuel Galtier et Thomas Harter
- Pays d'origine :  France
- Format : couleur - 1,85:1 - Dolby Digital - 35 mm
- Genre : comédie policière
- Durée : 91 minutes
- Dates de sortie : 
  -  France : 14 mars 2007

## Distribution
- Jean-Claude Dreyfus : Hervé Radius
- Jackie Berroyer : Inspecteur Castang
- Jean-François Stévenin : Victor Anselme
- Alison Arngrim : Édith
- Dominique Zardi : Commissaire Mustang
- Noël Simsolo : L'abbé
- Sarah Barzyk : Danielle
- Patricia Barzyk : Priscilla
- Christian Chauvaud : Le SDF
- Michel Stobac : L'inspecteur
- Jean Abeillé : Le frère de Castang
- Jean-Pierre Clami : Un député
- Nadia Vasil : Jacotte Radius
- Renaud : Le chanteur des rues
- Freddy Bournane : Le deuxième alibi
- Mélanie Decroix : Michelle
- Pierre Chauvin